# Sesioïdeus
Els sesioïdeus (Sesioidea) són una superfamília de lepidòpters glossats del clade Ditrysia. Les erugues de Sesiidae i Castniidae s'alimenten a l'interior de les plantes i és possible que siguin tàxons germans.